# Bernardino Lanino

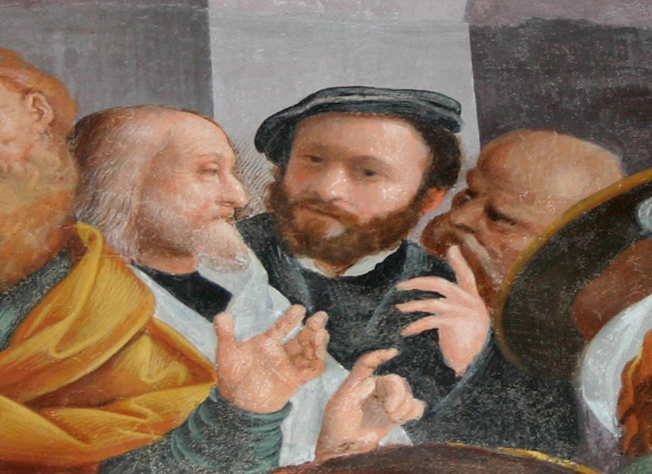
Autoportrait (centre) avec Gaudenzio Ferrari et Giovanni Battista della Cerva

Bernardino Lanino (Mortara, province de Pavie, 1512 - Vercelli, 1583) est un peintre italien de la haute Renaissance, actif au XVIe siècle.

## Biographie
Bernardino Lanino, d'abord élève de Gerolamo Giovenone, commence sa carrière à Verceil et son professeur est le peu connu Chodeghis Baldassarre de Abbiategrasso. 
À partir de 1530, Lanino est associé à l'atelier de Gaudenzio Ferrari et, après le transfert de ce dernier à Milan (vers 1540), il devient le premier artiste de la région de Verceil. 
En 1543 il épouse Dorotea, la fille de Girolamo Giovenone. 

## Évolution artistique
Dans son évolution artistique on peut distinguer trois périodes : 
La première période est celle de sa jeunesse, fortement inspiré par l'art de Gaudenzio Ferrari (Vierge à l'Enfant, Galerie Sabauda).
La seconde période coïncide avec les séjours milanais, Bernardino Lanino est influencé par Léonard de Vinci (Sainte Anne avec la Vierge et l'Enfant, Pinacothèque de Brera, Milan).
Dans la troisième période, les deux expériences se mélangent et font émerger chez Lanino un style original et autonome dans lequel la tradition de la haute Renaissance et le nouveau style fusionnent dans un décorativisme maniériste (Notre Dame de la Grâce, San Paolo, Verceil). 
Après la mort de Gaudenzio Ferrari (1543), Lanino en hérite les commandes et le prestige sur la place artistique milanaise.

## Œuvres
- Dernière Cène et saint Roch, Museo Francesco Borgogna, Vercelli.
- Assomption et lamentation sur le Christ mort, San Sebastiano, Biella.
- Fresques dans les chapelles de la Pentecôte et de la Flagellation, Mont Sacré de Varallo, Varallo Sesia.
- Vierge et saints (1543), National Gallery, provenant de San Francesco, Vercelli.
- Vierge à l'Enfant, Galerie Sabauda, Turin
- Sainte Anne avec la Vierge et l'Enfant, Pinacothèque de Brera, Milan.
- Notre Dame de la Grâce, San Paolo, Vercelli.
- Fresques de l'oratoire Sainte-Catherine (1548 - 1549), en collaboration avec Giovanni Battista della Cerva, Basilique San Nazaro, Milan.
- Fresques de la chapelle Saint-Georges, Basilique de Sant'Ambrogio, Milan.
- Saint Georges et la princesse, Basilique de Sant’Ambrogio, Milan.
- Retable du Baptême du Christ (1554), à l'origine à San Giovanni a Conca, et aujourd'hui au baptistère de Busto Arsizio.
- Fresques de San Magno (1562), Legnano.
- Fresques de la cathédrale (1553), Novare
- Cycle de sainte Catherine (fin des années 1550), Vercelli (aujourd'hui au Museo Borgogna).
- Le Christ à la colonne (1577, ?), Trino Vercellese.
- Madonna del Rosario (1578), San Lorenzo, Mortara.
- Vierge à l'Enfant, saints et anges, Museo Borgogna, Vercelli.
- Adoration des mages, San Magno, Legnano.
- Assomption, San Sebastiano, Biella.
- Madone au chien, Museo Borgogna, Vercelli.
- Sainte Famille, National Gallery, Londres.
- Vénus et Mars, Petit Palais, Paris.
- Vierge de miséricorde, New York.
- Les Sybilles et Dieu Créateur, Dôme, Novare.